# The Lookouts
A The Lookouts egy amerikai punk-zenekar volt 1985-től 1990-ig Iron Peak-ben, ami egy zárkózott hegyi közösség a kaliforniai Laytonville határain kívül. A tagok között volt Lawrence Livermore (elterjedtebb nevén Larry Livermore) (gitár, ének), Kain Kong (basszusgitár, vokál) és Tré Cool (dob, vokál). A dalokat mind a hárman, együtt írták. A zenekar arról a leghíresebb, hogy ez volt Tré Cool első zenekara mielőtt belépett a Green Day-be.

## Történet
Livermore egy punk zenekart akart alakítani, de nehezen talált tagokat mivel a helyi zenészek nagy része hippi volt vagy "teljesen érdektelen abban a zenében amit mi akartunk csinálni". Végül is összetoborozta a 12 éves szomszédot Frank Edwin Wright III-öt dobosnak és a 14 éves Kain Kong-ot basszusgitárosnak. Annak ellenére, hogy a fiatal Frank még sosem dobolt előtte, azonnali affinitást mutatott felé talán azért, ahogy Livermore mondta: "szeretett nagy zajt csapni és azt ha mindenki rá figyelt". Mivel a tagoknak "punk rock nevek" kellettek, Livermore elkezdte "Tré Cool"-nak hívni ami a francia "trés" (nagyon)-ből jött.
A The Lookouts-nak két LP-je jelent meg a One Planet One People és a Spy Rock Road, és két EP-je a Mendocino Homeland és a IV amin Billie Joe Armstrong (Green Day) is játszott. Mindegyik Livermore saját kiadójánál a Lookout! Records-nál jelent meg. A One Planet One People volt az első kiadás a kiadó történetében.
Az 1990-es évek közepén a The Lookouts inaktívvá vált mivel a tagok különböző helyeken éltek, tanultak, ez abban az időben volt mikor a berkeley-i társ zenekar a Green Day felkérte Tré-t, hogy csatlakozzon hozzájuk mivel az ő dobosuk John Kiffmeyer (Al Sobrante) kilépett. Ez a The Lookouts végét jelentette.
Még Tré Cool a Green Day dobosaként folytatta, Larry a Lookout! Records-ra koncentrált, végül eladta egy üzlettársának Chris Appelgren-nek az 1990-es évek közepén mikor a Green Day népszerűsége és album eladásai megnőttek. Nem sokat tudni Kain Kong-ról a The Lookouts után de az bizonyos, hogy parkőr Kaliforniában.

## Diszkográfia

### Teljes Albumok
- One Planet One People – Lookout!Records (1987)
- Spy Rock Road – Lookout!Records (1989)

### EP-k
- Mendocino Homeland – Lookout!Records (1985)
- IV – Lookout'Records (1991)

### Összeállítások
A The Lookouts több összeállításon is feltűnt, mint például:
- More Songs about Plants and Trees  – Allied Recordings (1990)
- Can of Pork Kick Me In The Head – Lookout! Records (1992)
- The Thing that Ate Floyd Outside – Lookout! Records (2002)